# Smal vindeltornsnäcka
Smal vindeltornsnäcka (Mangelia attenuata) är en snäckart som först beskrevs av Montagu 1803. Enligt Catalogue of Life ingår Smal vindeltornsnäcka i släktet Mangelia och familjen kägelsnäckor, men enligt Dyntaxa är tillhörigheten istället släktet Mangelia och familjen Turridae. Arten är reproducerande i Sverige. Inga underarter finns listade i Catalogue of Life.